# المپیک تابستانی ۱۹۶۴
المپیک تابستانی ۱۹۶۴ (در انگلیسی: Games of the XVIII Olympiad) که به‌طور رسمی با نام «بازی‌های المپیاد هجدهم» شناخته می‌شود، از ۱۰ اکتبر تا ۲۴ اکتبر ۱۹۶۴ میلادی در شهر توکیو در کشور ژاپن و با حضور ۵٬۱۵۱ ورزشکار زن و مرد از ۹۳ کشور جهان و در ۱۹ رشته ورزشی برگزار شد.

## نگارخانه

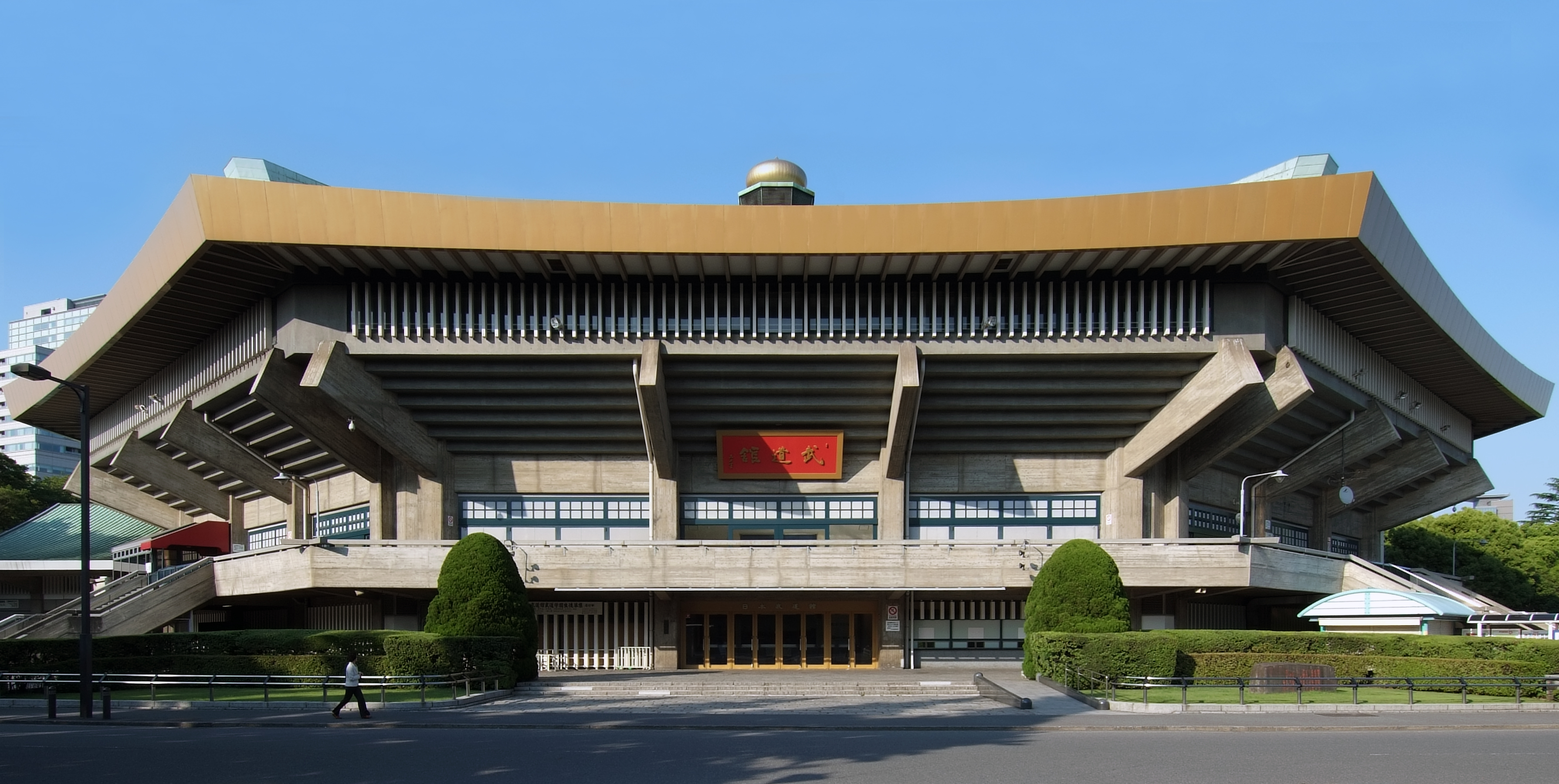
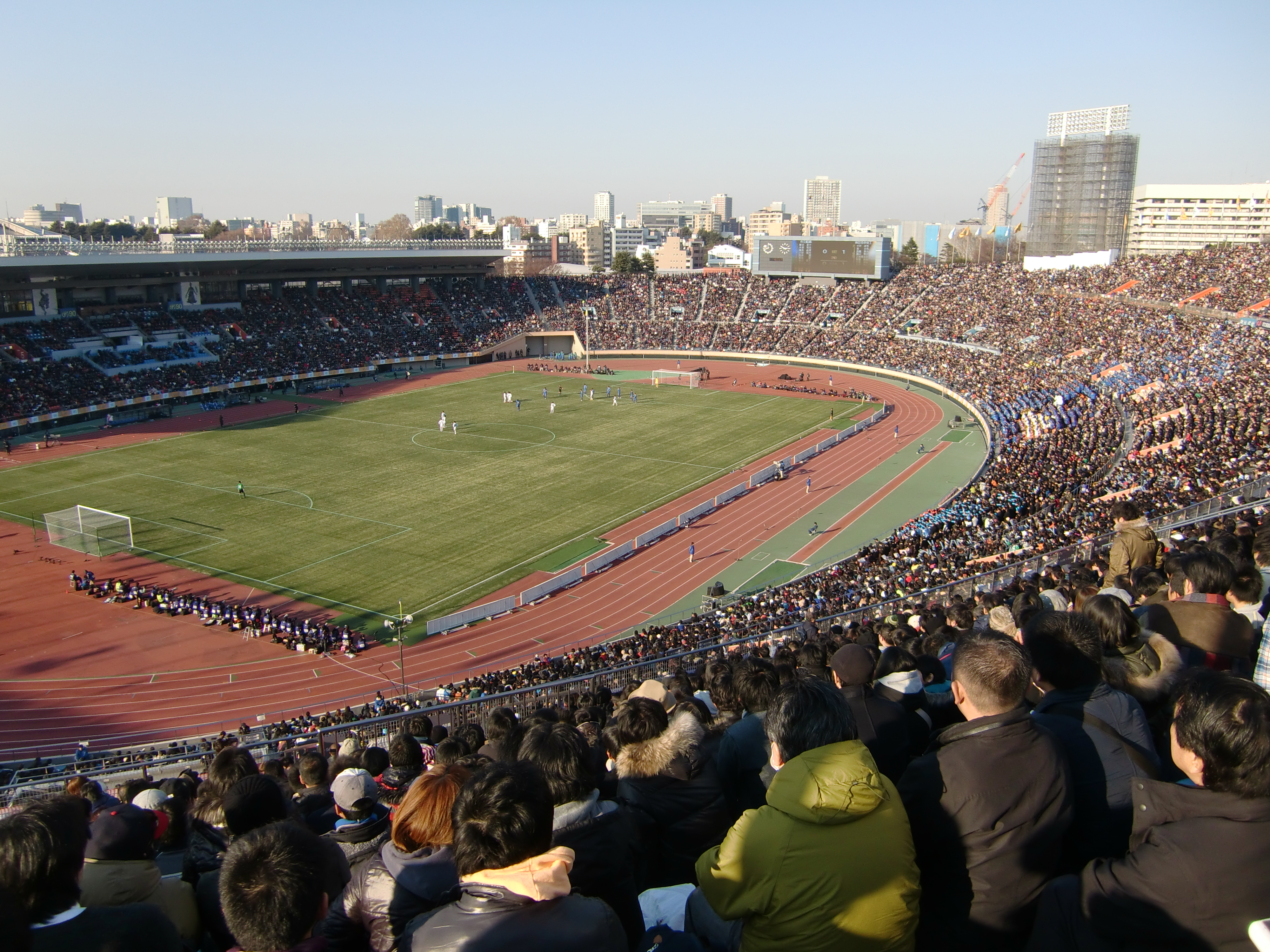
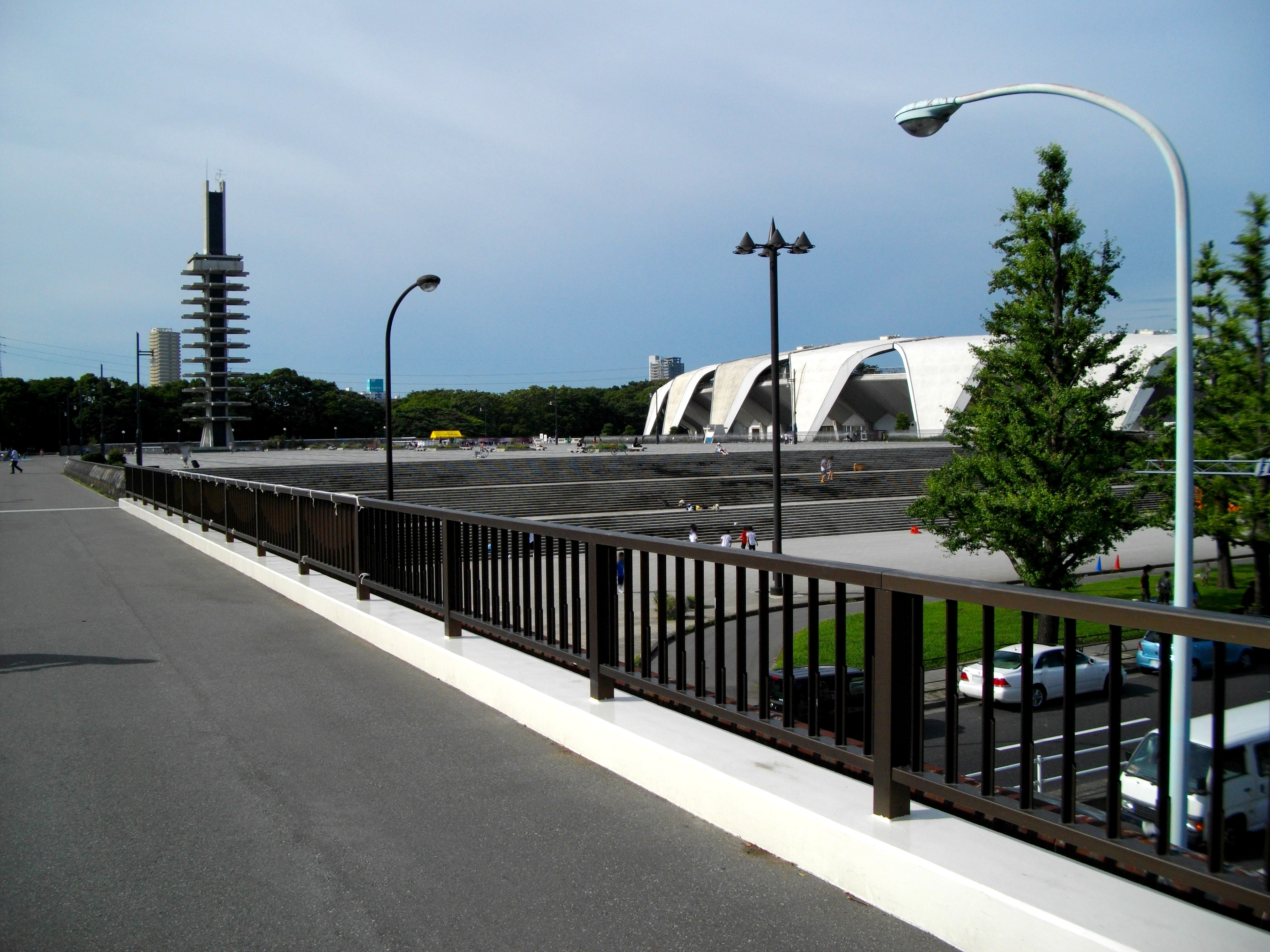
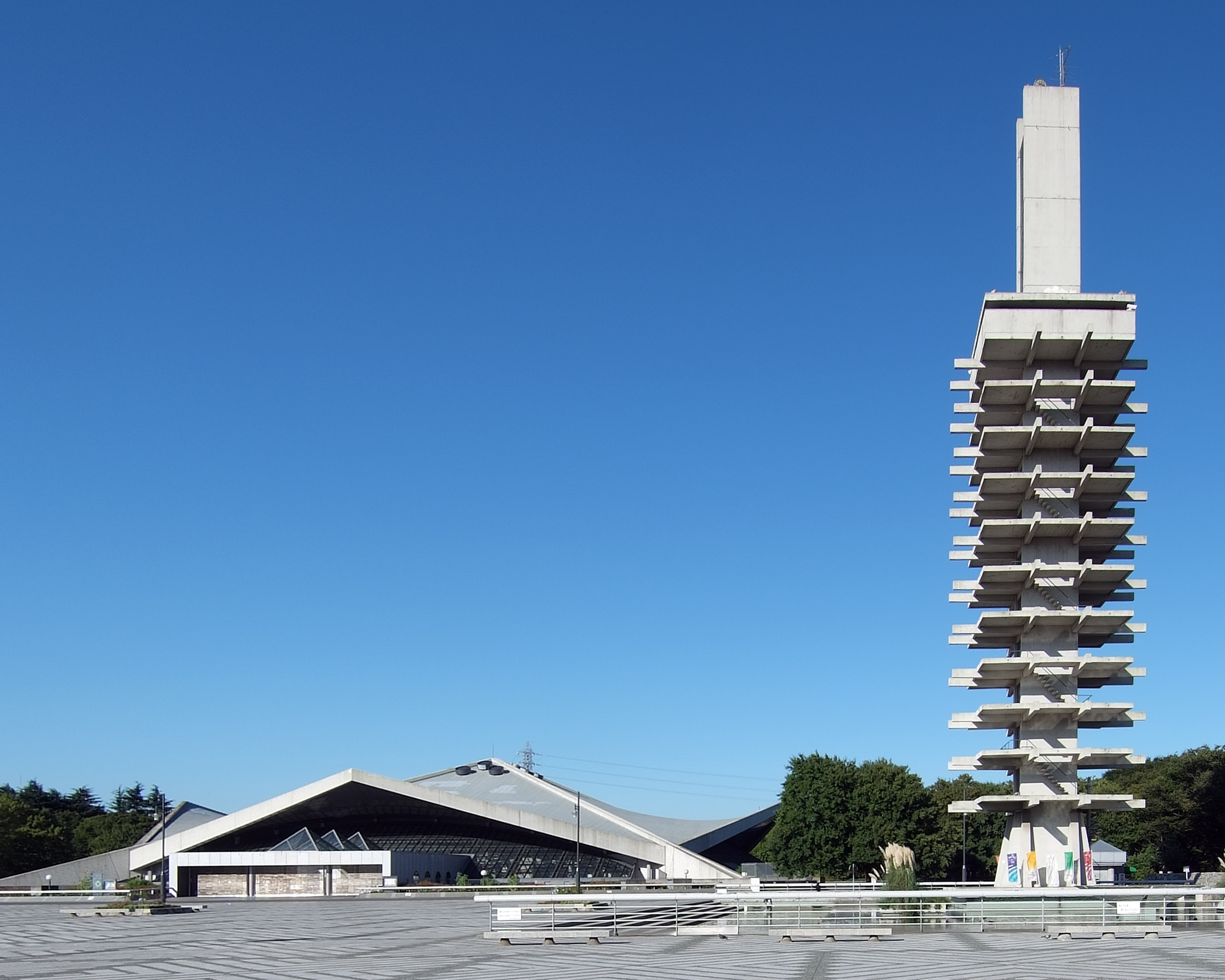
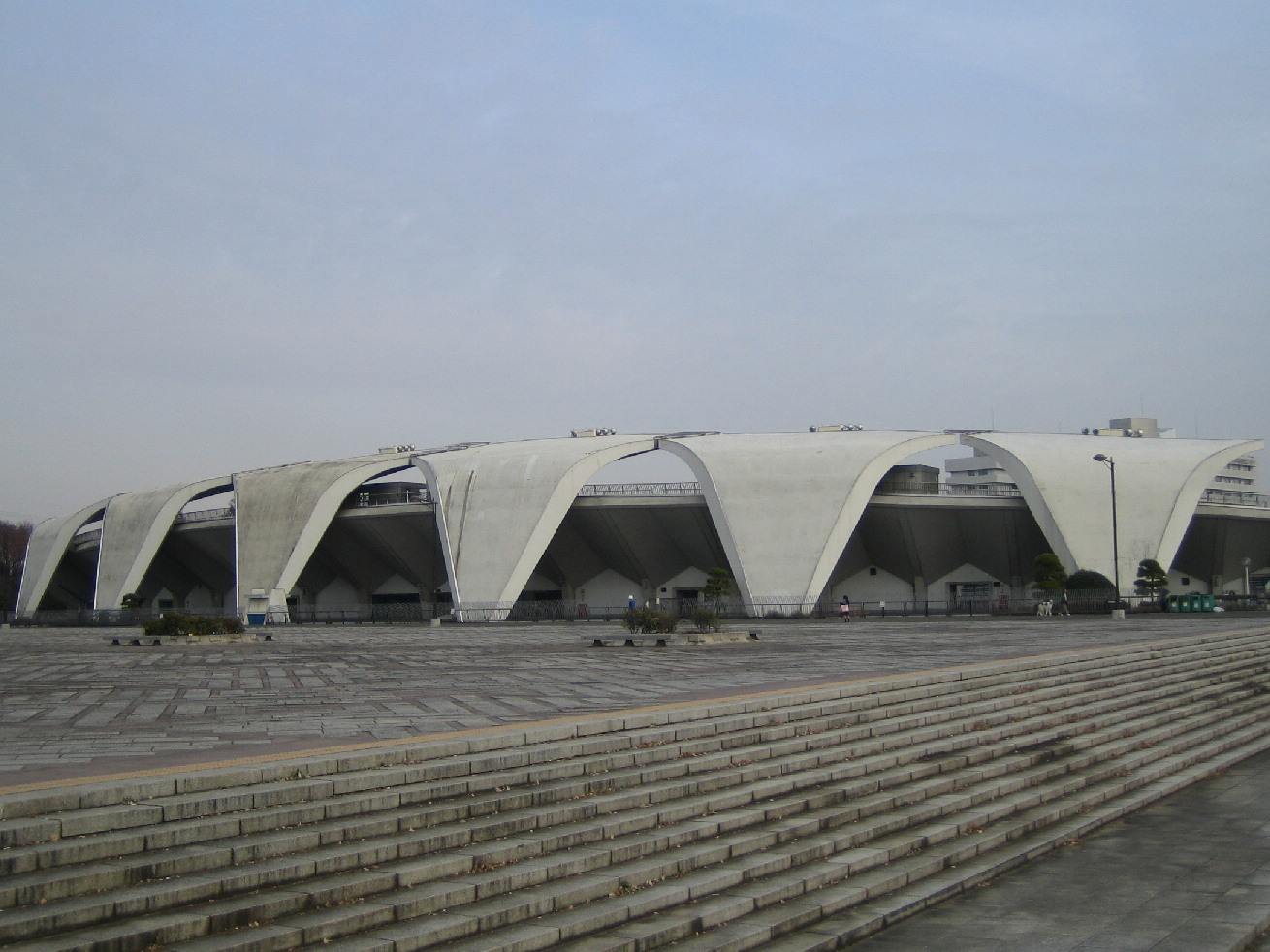
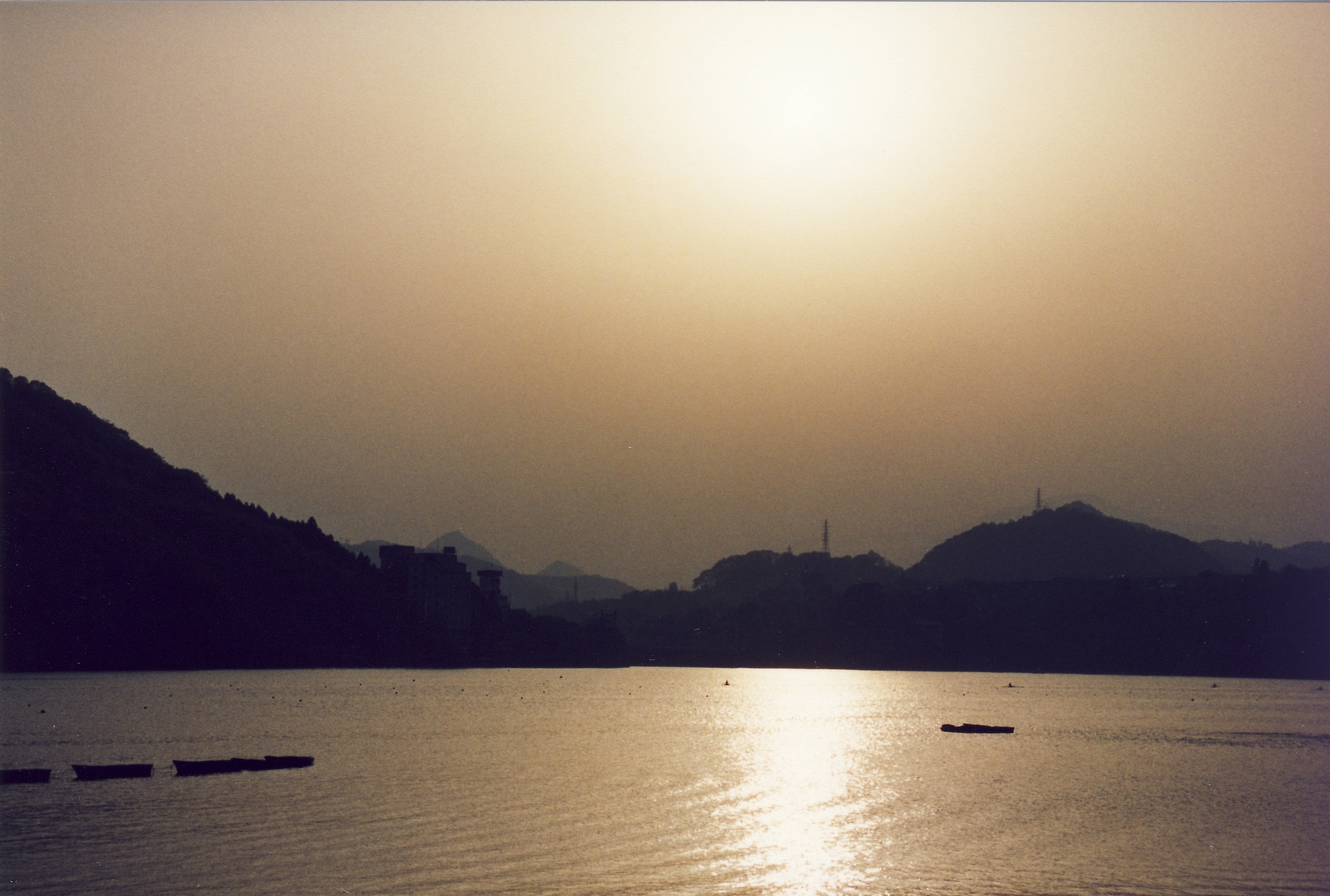
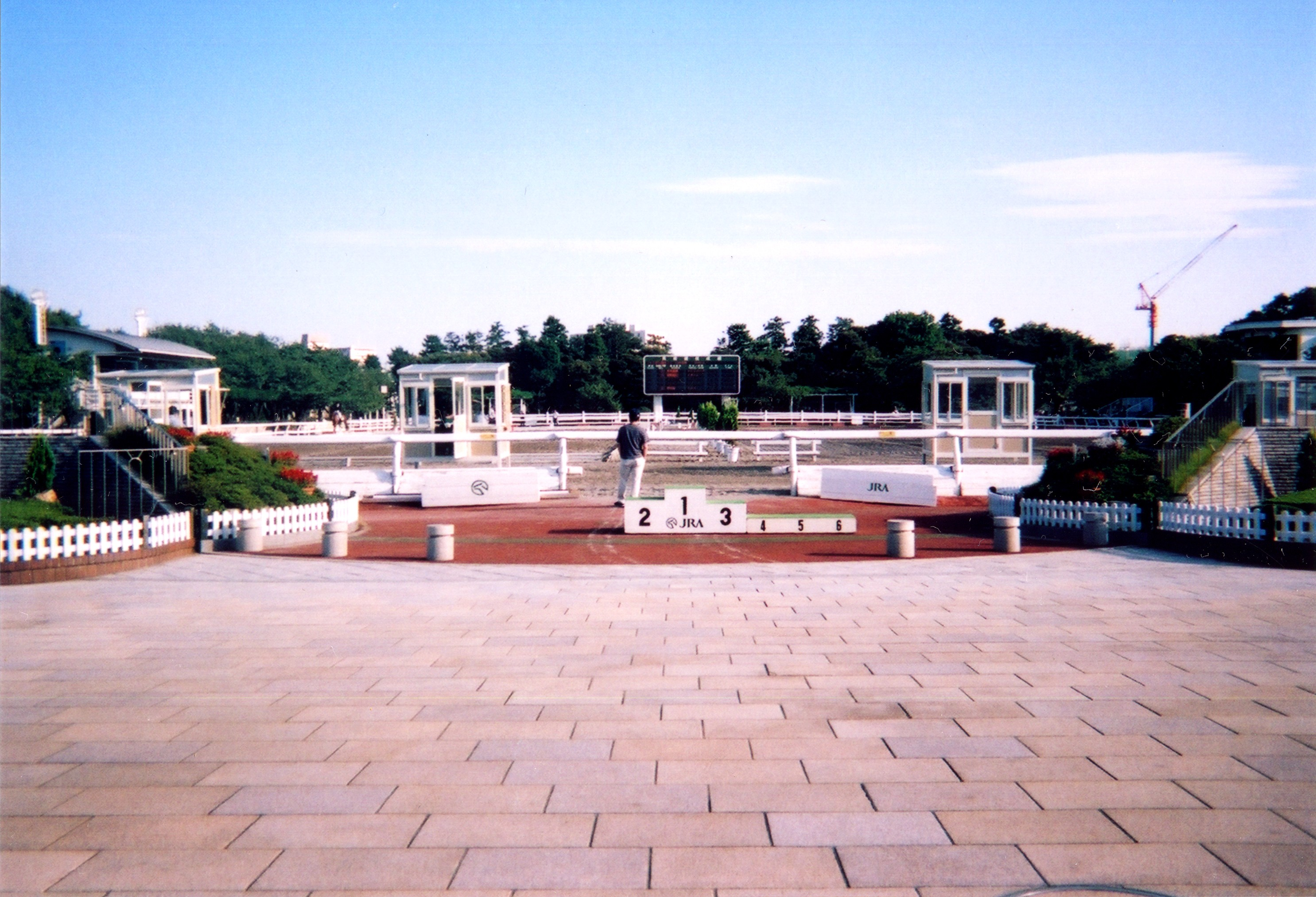
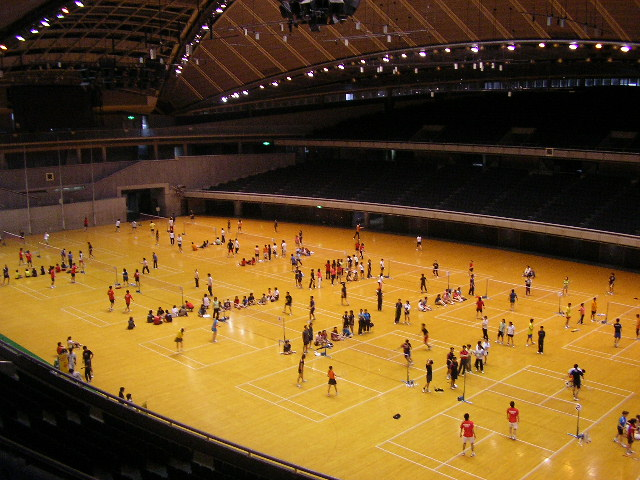

## انتخاب میزبان
کاندیداها:
1. وین-اتریش
2. بروکسل-بلژیک
3. دیترویت-ایالات متحده آمریکا
4. توکیو-امپراتوری ژاپن

انتخاب: توکیو
محل رای گیری: مونیخ-آلمان غربی

## ورزش‌ها
| - ورزش‌های آبی - شیرجه (4) - شنا (18) - واترپلو (1) - دو و میدانی (36) - بسکتبال (1) - بوکس (10) - قایقرانی (7) | - دوچرخه‌سواری - جاده (2) - پیست (5) - سوارکاری - درساژ (2) - اونتینگ (2) - پرش (2) - شمشیربازی (8) | - هاکی روی چمن (1) - فوتبال (1) - ژیمناستیک (14) - جودو (4) - پنج‌گانه مدرن (2) - روئینگ (7) - قایقرانی بادبانی (5) - تیراندازی (6) | - والیبال (2) - وزنه‌برداری (7) - کشتی - آزاد (8) - فرنگی (8) |

ورزش‌های غیررسمی
- بیسبال
- بودو

## کشورهای شرکت کننده
| - افغانستان (۸) - الجزایر (۱) - آرژانتین (۱۰۲) - استرالیا (۲۴۳) - اتریش (۵۶) - باهاما (۱۱) - بلژیک (۶۱) - برمودا (۴) - بولیوی (۱) - برزیل (۶۱) - گویان (۱) - بلغارستان (۶۳) - میانمار (۱۱) - کامبوج (۱۳) - کامرون (۱) - کانادا (۱۱۵) - سیلان (۶) - چاد (۲) - شیلی (۱۴) - کلمبیا (۲۰) - جمهوری کنگو (۲) - کاستاریکا (۲) - کوبا (۲۷) - چکسلواکی (۱۰۴) - دانمارک (۶۰) - جمهوری دومینیکن (۱) - اتیوپی (۱۲) - فنلاند (۸۹) - فرانسه (۱۳۸) - تیم متحد آلمان (۳۳۷) - غنا (۳۳) - بریتانیای کبیر (۲۰۴) - یونان (۱۸) - هنگ کنگ (۳۹) - مجارستان (۱۸۲) - ایسلند (۴) - هند (۵۳) - ایران (۶۲) - عراق (۱۳) - ایرلند (۲۵) - اسرائیل (۱۰) - ایتالیا (۱۶۸) - ساحل عاج (۹) - جامائیکا (۲۱) - ژاپن (۳۲۸) (میزبان) - کنیا (۳۷) - کره جنوبی (۱۵۴) - لبنان (۵) - لیبریا (۱) - لیختن‌اشتاین (۲) - لوکزامبورگ (۱۲) - ماداگاسکار (۳) - مالزی (۶۱) - مالی (۲) - مکزیک (۹۴) - موناکو (۱) - مغولستان (۲۱) - مراکش (۲۰) - نپال (۶) - هلند (۱۲۵) - آنتیل هلند (۴) - نیوزیلند (۶۴) - نیجر (۱) - نیجریه (۱۸) - نروژ (۲۶) - پاکستان (۴۱) - پاناما (۱۰) - پرو (۳۱) - فیلیپین (۴۷) - لهستان (۱۴۰) - پرتغال (۲۰) - پورتوریکو (۳۲) - رودزیا (۲۹) - رودزیای شمالی (۱۲) - رومانی (۱۳۸) - سنگال (۱۲) - اتحاد شوروی (۳۱۷) - اسپانیا (۵۱) - سوئد (۹۴) - سوئیس (۶۶) - چین (۴۰) - تانزانیا (۴) - تایلند (۵۴) - ترینیداد و توباگو (۱۳) - تونس (۹) - ترکیه (۲۳) - اوگاندا (۱۳) - مصر (۷۳) - ایالات متحده آمریکا (۳۴۶) - اروگوئه (۲۳) - ونزوئلا (۱۶) - ویتنام (۱۶) - یوگسلاوی (۷۵) |

## جدول مدال‌ها
| رتبه | کشورها              | طلا | نقره | برنز | مجموع |
| ۱    | ایالات متحده آمریکا | ۳۶  | ۲۶   | ۲۸   | ۹۰    |
| ۲    | اتحاد شوروی         | ۳۰  | ۳۱   | ۳۵   | ۹۶    |
| ۳    | ژاپن (میزبان)       | ۱۶  | ۵    | ۸    | ۲۹    |
| ۴    | تیم متحد آلمان      | ۱۰  | ۲۲   | ۱۸   | ۵۰    |
| ۵    | ایتالیا             | ۱۰  | ۱۰   | ۷    | ۲۷    |
| ۶    | مجارستان            | ۱۰  | ۷    | ۵    | ۲۲    |
| ۷    | لهستان              | ۷   | ۶    | ۱۰   | ۲۳    |
| ۸    | استرالیا            | ۶   | ۲    | ۱۰   | ۱۸    |
| ۹    | چکسلواکی            | ۵   | ۶    | ۳    | ۱۴    |
| ۱۰   | بریتانیای کبیر      | ۴   | ۱۲   | ۲    | ۱۸    |